# Франческо I Медічі
Франческо I Медічі (італ. Francesco I de Medici, 25 березня 1541, Флоренція — 19 жовтня 1587, Поджо-а-Каяно) — 2-й великий герцог Тосканський з 1574 до 1587 року. Походив з династії Медічі.

## Життєпис
Фраческо був сином Козімо I Медічі. Народився у Флоренції. З 1562 року знаходився при дворі короля Філіппа II Габсбурга. 18 грудня 1565 року батько влаштував йому вигідний шлюб з Йоанною Австрійською — донькою Фердинанда, імператора Священної Римської Імперії. Ще за часів правління Козімо I Франческо допомагав йому у державних справах, накопичував політичний досвід.

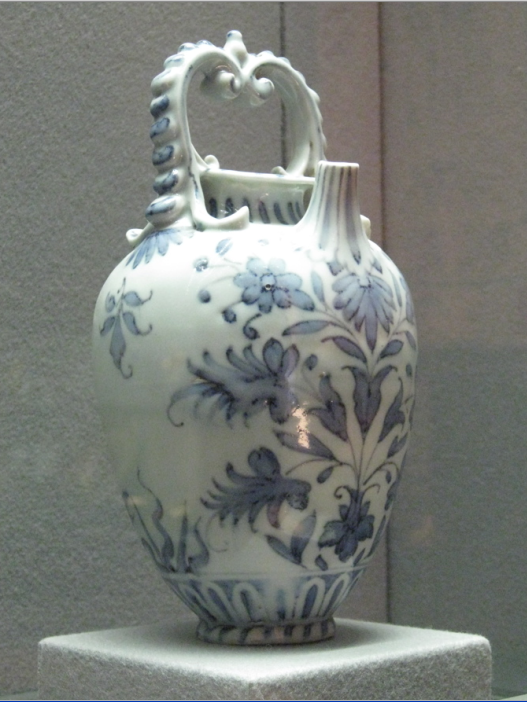
Дитяча пляшечка з порцеляни Медічі
Лувр, Париж

Після смерті батька у 1574 році Франческо стає великим герцогом. В цілому він продовжував політику Козімо I як всередині країни, так і в стосунках з іншими країнами. В першу чергу він спирався на підтримку Імперії, а крім того на Іспанію. Водночас він налагоджував династичні зв'язки з іншими італійськими володарями — Мантуї, Модени.
Франческо I Медічі був таким же тираном як і його батько. Він підтримував розвиток мистецтва й науки, особливо хімії та алхімії. Для дослідів у цих царинах була побудована спеціальна лабораторія. За часів Фраческо I побудовано Театр Медічі. Великий герцог підтримував театральне мистецтво. Крім цього, за його часів набули розвитку порцелянове та гончарне виробництва.
Помер Франческо Медічі в один день із своєю другою дружиною — Б'янкою Капелло (1548-1587) від отрути (арсену). Загибель подружжя влаштував брат Франческо — Фердинандо (1549-1609), який після цього став новим великим герцогом. За іншою версією його отруїла власна дружина, а потім коли її змова відкрилася покінчила життя самогубством. Втім 2007 року фахівцями кафедри токсикології Флорентійського університету, що Франческо I та його дружина були отруєні мишьяком майже одночасно, що вказує на брата великого герцога.

## Родина
1 Дружина — Йоанна Австрійська (1547—1578), донька Фердинанда I Габсбурга, імператора Священної Римської імперії
Діти:
- Елеонора (1567—1611), дружина Вінченцо I Гонзага, герцога Мантуї
- Ромола (1568)
- Ганна (1569-1584)
- Ізабела (1571-1572)
- Марія (1573—1642), дружина Генріха IV, короля Франції
- Філіп (Don Filippino, 1577—1582)

2 Дружина — Б'янка Капелло (1543—1587)
Діти:
- Антоніо (Antonio de Medici, 1576—1621)